# John Thorsen
John Thorsen (* 11. September 1957) ist ein ehemaliger australischer Radrennfahrer.

## Sportliche Laufbahn
Thorsen war im Bahnradsport aktiv. Er war Teilnehmer der Olympischen Sommerspiele 1976 in Montreal.
Australien schied in der Mannschaftsverfolgung mit Stephen Goodall, Kevin Nichols, Geoff Skaines und John Thorsen in der Qualifikation aus.